# Сад наслаждений (фильм, 1925)
«Сад наслаждений» (англ. The Pleasure Garden) — английский немой фильм режиссёра Альфреда Хичкока, снятый в 1925 году. Экранизация романа Оливера Сэндиса. Первый фильм Хичкока как самостоятельного режиссёра.

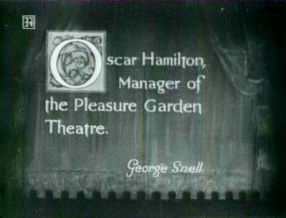
Кадр из фильма с интертитрами

## Сюжет
Пэтси, танцовщица из театра под названием «Сад наслаждений», устраивает на работу в труппу свою приятельницу Джил. Та помолвлена с Хью, которого посылают работать в колонию. Пэтси выходит замуж за коллегу Хью Леветта. После медового месяца Леветта тоже посылают в колонию. Джил в это время весело проводит время в Лондоне, пользуясь успехом у мужчин. Обзаведясь богатым покровителем, она откладывает поездку в колонию к жениху. Пэтси остается верна своему мужу. Получив от него долгожданное письмо, она узнаёт, что Леветт серьёзно болен, едет к нему. Приехав на место, она обнаруживает, что муж совершенно здоров, обзавёлся женой-аборигенкой и постоянно пьёт, а вот Хью, в которого она была тайно влюблена, действительно серьёзно заболел…

## В ролях
- Вирджиния Валли — Пэтси Брэнд
- Кармелита Герати — Джилл Чейни
- Майлз Мэндер — Леветт
- Джон Стюарт — Хью Филдинг
- Фердинанд Мартини — мистер Сайди
- Флоренс Хелмингер — миссис Сайди
- Георг Шнелл — Оскар Хэмилтон
- Карл Фалькенберг — князь Иван

## Признание
Фильм получил хорошую оценку в прессе. Лондонская «Дейли экспресс» поместила рецензию под заголовком «Молодой человек с хваткой льва».

## Факты
- Майлз Мэндер, отправляясь с вокзала в Мюнхене, забыл в такси свой грим-кейс и с трудом успел на поезд[1].
- При переезде из Мюнхена на съёмки в Италию, на границе у Хичкока конфисковали десять тысяч футов плёнки, не указанной в таможенной декларации. Кроме плёнки, контрабандой провозилась также камера, но её сотрудники таможни не нашли[1].